# Якобстадс Центральплан
«Якобстадс Центральплан» (фін. Pietarsaaren keskuskenttä) — багатофункціональний стадіон у місті Якобстад, Фінляндія, домашня арена ФК «Яро».
Стадіон відкритий у 1971 році. 2003 року реконструйований, у результаті чого встановлено систему обігріву поля, над центральною трибуною споруджено дах. Арена обладнана також додатковими пересувними трибунами. Загальна потужність стадіону становить 5 000 глядачів, 2 000 з яких розміщуються на центральній трибуні, 3 000 — на додаткових. Арена обладнана сучасною системою освітлення та біговими доріжками.